# هيلين كولينز
هيلين كولينز (بالإنجليزية: Helen Collins)‏ (3 أكتوبر 1988 بهاميلتون في نيوزيلندا - ) هي لاعبة كرة قدم نيوزلندية في مركز الهجوم. شاركت مع منتخب نيوزيلندا تحت 20 سنة للسيدات لكرة القدم ‏ ومنتخب نيوزيلندا الوطني لكرة القدم للنساء. أما مع النوادي، فقد لعبت مع Claudelands Rovers ‏.

## وصلات خارجية
- هيلين كولينز على موقع الاتحاد الدولي (مؤرشف)  (الإنجليزية)
- هيلين كولينز على موقع قاعدة بيانات كرة القدم.إي يو (الإنجليزية)